# K.u.k.

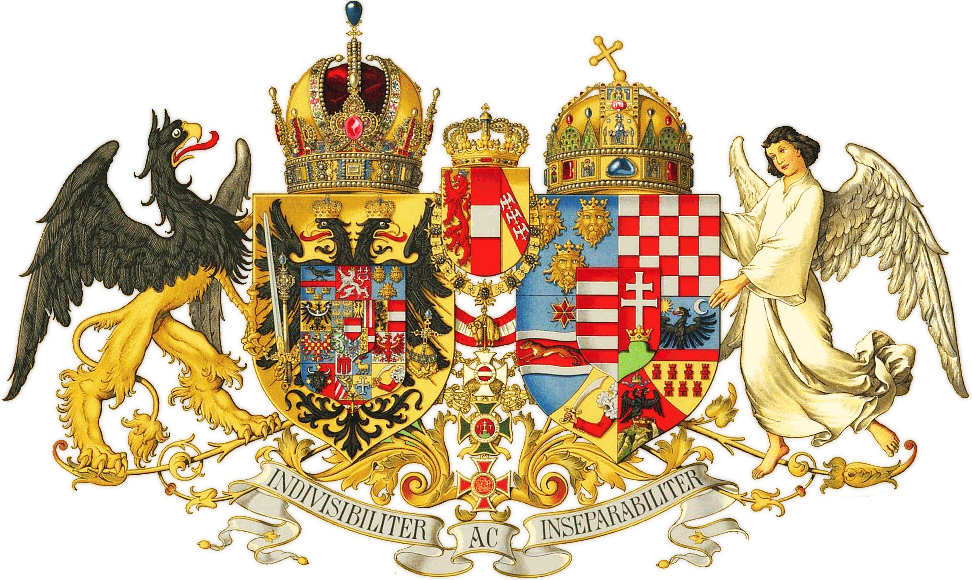
Brasão de armas Imperial e Real da Áustria-Hungria.

A frase alemã kaiserlich und königlich (pronunciada [kaɪzɐlɪç ʔʊnt køːnɪklɪç], em português:  Imperial e Real), tipicamente abreviada como k. u. k., k. und k., k. & k. em alemão (em todos os casos, o "und" é sempre falado sem restrições), cs. és k. (császári és királyi) em húngaro, c. a k. (císařský a královský) em checo, C. i K. (Cesarski i Królewski) em polonês, c. em k. (cesarski in kraljevski) em esloveno, c. eu kr. (carski i kraljevski) em bósnio e croata, e I.R. (imperial regio) em italiano, refere-se ao Tribunal dos Habsburgos em uma perspectiva histórica mais ampla. Alguns autores modernos restringem seu uso à Monarquia Dupla da Áustria-Hungria de 1867 a 1918. Durante esse período, o Monarca dos Habsburgos reinou simultaneamente ao Imperador da Áustria e Rei da Hungria, enquanto os dois territórios se uniram em uma união real (semelhante a uma federação de dois Estados neste caso). Os atos do governo comum, que só era responsável pelo Ministério dos Negócios Estrangeiros Imperial & Real ("I & R"), pelo Ministério da Guerra I & R e pelo Ministério das Finanças I & R (financiando apenas os outros dois ministérios) eram realizados em o nome de "Sua Majestade Imperial e Real" e os órgãos governamentais centrais tinham seus nomes prefixados com k. u. k..